# Archivistica informatica
Per archivistica informatica si intende quella scienza legata alla gestione di un archivio che combina i principi della scienza archivistica con i nuovi strumenti digitali che hanno comportato, tra gli anni '80 e gli anni '90, alla rivoluzione digitale. L'archivistica informatica, come l'archivistica, ha per oggetto il documento che, in questo caso, è definito come «la rappresentazione informatica di atti, fatti o dati giuridicamente rilevanti».

## Storia

### Bearman
Il primo ad applicare il termine informatica in relazione al campo dell'archivistica fu David Bearman che lo usò, nel 1987, nell'articolo Archives & Museum informatics della rivista «Archival Informatics Newsletter». Bearman indicò che egli prese in prestito il termino dal campo della biomedicina dove 
(Bearman, p. 8 §1)
Il lavoro di Bearman, in sostanza, era una delle varie genesi con cui la metodologia archivistica analogica stava cercando di avvicinarsi allo sviluppo della tecnologica informatica (ITC), elemento sempre più preponderante nella vita delle amministrazioni pubbliche, così come nella comunicazione a livello mondiale attraverso la fondazione di Internet.

### «Archivi&Computer» e le reazioni degli archivisti italiani negli anni '90
La questione della relazione tra informatica e archivi giunse sul panorama italiano grazie alla pubblicazione della rivista «Archivi & computer» a partire dal 1991, anche se gli archivisti italiani avevano cominciato a discutere della relazione tra questi due mondi nel Convegno «Informatica e Archivi», tenutosi a Torino nel 1985. Inizialmente, tale connubio informatica-archivi suscitò dei dubbi nel mondo archivistico. Per esempio, Mirella Mombelli Castracane si dimostrava dubbiosa sull'applicazione dell'informatica nella gestione dei fondi in quanto c'era il rischio di «porre in discussione uno dei cardini della dottrina archivistica, vale a dire proprio il concetto di archivio» in quanto può «modifica[re]...la struttura archivistica d'origine», rompendo così il vincolo e le basi del metodo storico. Il problema, dunque, consisterebbe nella fase dell'archivio corrente, e non tanto per quanto riguarda invece quello storico.
In realtà, tale problematica non sussiste, in quanto nella fase corrente (specialmente nella fase di protocollazione e di classificazione) l'archivio digitale mantiene sempre un vincolo tra i documenti prodotti o ricevuti. Inoltre, si cominciò a porsi delle domande relative alla funzione che gli strumenti informatici potevano avere non soltanto per le amministrazioni pubbliche, ma anche per la conservazione a lungo periodo di molti documenti antichi e preziosi tramite l'attività della digitalizzazione. 

## La gestione dell'archivio informatico in Italia

### La legislazione italiana

#### Premesse
L'archivistica informatica, essendo estremamente recente come scienza legata all'archivistica analogica, è sempre suscettibile di modifiche in base all'evoluzione del mondo informatico per quanto riguarda il tipo di software e i formati dei file utilizzati. Pertanto, anche la legislazione al riguardo è molto più dinamica rispetto a quella della sua controparte analogica, proprio per la velocità con cui la tecnologia informatica si sviluppa.

#### Linee legislative dagli anni '90 agli anni 2010

##### Dalla legge 241/1990 al CAD (D. lgs. 82/2005)
La legislazione italiana sulla procedura informatica degli enti pubblici e statali, che dipende direttamente dalla Presidenza del Consiglio dei Ministri, recepì la necessità dell'utilizzo dell'informatica nei flussi documentari durante l'attività degli enti produttori statali già con la Legge 241/1990, intitolata Norme per il procedimento amministrativo", tra cui vi sono disposizioni relative alla firma digitale, come l'art. 15, comma 2-bis, aggiunto in seguito all'emanazione del Codice dell'amministrazione digitale (il CAD) tramite il D. lgs. 82/2005. 
Il CAD, nato dall'esigenza di dare una base legislativa alla procedura di produzione e conservazione della documentazione informatica da parte delle pubbliche amministrazioni nell'ottica dell'e governement e di avvicinare così i fruitori ai servizi emanati dallo Stato, è il frutto di un percorso normativo che si è confrontato con l’introduzione delle nuove tecnologie per la produzione documentale ed è inevitabilmente legato alla normativa che ha sulla produzione, sull’ordinamento e sulla conservazione dei documenti. Il percorso per la legiferazione del CAD consiste nel seguente iter legislativo:
- L. 241/1990 già ricordata in precedenza.
- Il DPR 445/2000, concernente le “Disposizioni legislative in materia di documentazione amministrativa”, in cui si stabilisce che in un ente vi deve essere un archivista professionista che gestisca i flussi documentali.
- Il D. lgs. 196/2003: “Codice in materia di protezione dei dati personali”, aggiornato col Regolamento UE 679/2016.

Infine bisogna ricordare che il CAD, composto da 92 articoli ripartiti in 10 sezioni per argomento, non è l'unico corpus legislativo in materia del funzionamento della pubblica amministrazione in Italia.

##### Il processo di "dematerializzazione"
Come si è potuto notare dai vari interventi legislativi, nel corso degli anni '90 la normativa italiana in materia archivistica ha cominciato ad adottare un procedimento per raggiungere la "dematerializzazione" degli archivi, ovvero sostituire gli archivi analogici, tradizionali, con quelli informatici, anche per sopperire alla pressante mancanza di spazi e di depositi per la sedimentazione delle unità documentarie. Tale processo, avviato precisamente nel 1997 e "terminato" con l'emanazione del CAD col D. lgs. 82/2005, ha previsto, tra le altre cose, anche la sostituzione del protocollo cartaceo con quello informatico (D. lgs. 428/1998) da parte delle pubbliche amministrazioni.

### I DPCM
Tra il 2013 e il 2014, la Presidenza del Consiglio dei ministri ha emanato una serie di Decreti della Presidenza del Consiglio dei Ministri (DPCM) riguardanti la corretta gestione dei documenti digitali:
- DPCM 3/12/2013 “Regole tecniche per il protocollo informatico”
- DPCM 3/12/2013 “Regole tecniche in materia di sistema di conservazione”
- DPCM 13/11/2014 “Regole tecniche in materia di formazione, trasmissione, copia, duplicazione, riproduzione e validazione temporale dei documenti informatici nonché di formazione e conservazione dei documenti informatici delle pubbliche amministrazioni”.

## La pubblica amministrazione

### La pubblica amministrazione e i siti web

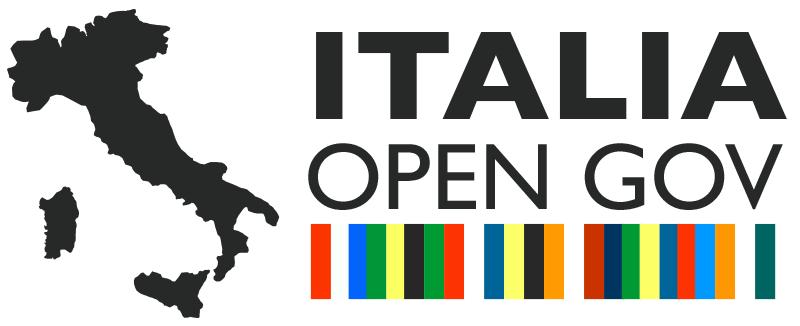
Logo di Italia Open Gov, esempio di sito della pubblica amministrazione statale in Italia.

Per quanto riguarda l'area italiana, ogni servizio pubblico che svolge un ruolo di servizio e di comunicazione con il cittadino si chiama pubblica amministrazione, abbreviata solitamente con l'acronimo p.a. La pubblica amministrazione, secondo quanto previsto dall'articolo 53 del CAD, è obbligata a tenere un sito web, ossia un insieme di pagine web che, oltre ad essere un servizio di comunicazione con il fruitore, impone a chi lo gestisce anche delle sfide conservative che vanno a delineare anche la loro conservazione.
La legge non impone che siano gli interni a curarli; ma impone che la p.a. abbia un sito con determinate caratteristiche, ossia:

1. CAD, art. 53 comma 1. Le pubbliche amministrazioni realizzano siti istituzionali su reti telematiche rispettano i principi di accessibilità, nonché di elevata usabilità e reperibilità, anche da parte delle persone disabili. Devono prevedere una completezza di informazione, chiarezza di linguaggio, affidabilità, semplicità di consultazione, qualità, omogeneità ed interoperabilità. Sono in particolare resi facilmente reperibili e consultabili i dati di cui all’articolo 54.
2. CAD, art. 53, comma 1-bis. Le pubbliche amministrazioni pubblicano, ai sensi dell’articolo 9 del decreto legislativo 14 marzo 2013, n. 33, anche il catalogo dei dati e dei metadati, non ché delle relative banche dati in loro possesso e i regolamenti che disciplinano l’esercizio della facoltà di accesso telematico e il riutilizzo di tali dati e metadati, fatti salvi i dati presenti in Anagrafe tributaria.
3. CAD, art. 53, comma 1-ter: Con le regole tecniche di cui all’articolo 71 sono definite le modalità per la realizzazione e la modifica dei siti delle amministrazioni.

### Le tipologie dei siti web delle pubbliche amministrazioni
1. Istituzionali: presentano “una istituzione pubblica (Ministero, Ente pubblico non economico, Regione, Ente locale, ecc.), descrivendone l’organizzazione, i compiti, i servi relativi ad atti e procedimenti amministrativi di competenza”.
2. Tematici: realizzati con una specifica finalità (ossia prestano erogazione di servizi, presentazione di un progetto, etc...).

## Gestione, formazione e conservazione del documento digitale

### Il Documento digitale

#### Elementi fondamentali
Il documento digitale, inteso come ««la rappresentazione informatica di atti, fatti o dati giuridicamente rilevanti», è l'oggetto di studio da parte dell'archivistica informatica e, secondo quanto normato dall'articolo 23 bis, comma 1 del CAD, tale documento ha lo stesso valore giuridico-probatorio del rispettivo documento analogico. Perché tale documento sia considerato valido dal punto di vista legale sono necessari alcuni elementi fondamentali stabiliti dalla legge:
- Dev'essere sottoscritto con firma digitale, ovvero:

(CAD, Art.1, comma 1, lettera s)
- Dev'essere dotato di segnatura di protocollo di cui all’articolo 55 del DPR 445/2000.
- Deve dichiarare la provenienza, secondo quanto previsto dalla normativa vigente o dalle regole tecniche di cui all’articolo 71 del CAD.
- Dev'essere trasmesso attraverso sistemi di posta elettronica certificata (PEC) di cui al DPR 11 febbraio 2005, n. 68[13].

Per formato si intende «modalità di rappresentazione della sequenza di bit che costituiscono il documento informatico; comunemente è identificato attraverso l’estensione del file».
Per quanto riguarda il formato utilizzato per la creazione di un documento elettronico nella pubblica amministrazione, esso deve avere una serie di caratteristiche che sono riscontrabili nel formato PDF/A, ossia: 1) dev'essere libero; 2) dev'essere aperto, ossia che può essere utilizzato da chiunque abbia interesse nell'usarlo; 3) essere standard; 4) essere trasparente; 5) essere portabile, ovvero facilmente trasportabile su piattaforme differenti; 6) deve essere diffuso, ossia il più impiegato dal numero maggiore possibile di persone; 7) deve essere robusto per la conservazione del file; 8) dev'essere riproducibile.

#### La sua realizzazione
Il documento informatico, secondo quanto è stabilito dal DPCM 13/11/2014, è prodotto mediante una delle seguenti principali modalità:
- «Tramite l’utilizzo di appositi strumenti software».
- Tramite «l'acquisizione di un documento informatico per via telematica o su supporto informatico, acquisizione della copia per immagine su supporto informatico di un documento analogico, acquisizione della copia informatica di un documento analogico».
- Tramite la «registrazione informatica delle informazioni risultanti da transazioni o processi informatici o dalla presentazione telematica di dati attraverso moduli o formulari resi disponibili all’utente».
- Tramite la «generazione o raggruppamento anche in via automatica di un insieme di dati o registrazioni, provenienti da una o più basi dati, anche appartenenti a più soggetti interoperanti, secondo una struttura logica predeterminata e memorizzata in forma statica».

### Il Manuale di gestione

#### Generalità
Il metadato, per definizione, è «un sistema strutturato di dati sui dati», il cui scopo è quello di «descrivere il contenuto, la struttura e l’ambito in cui s’inquadra un documento informatico, per la sua gestione e archiviazione nel tempo» e possono essere di tre tipi: amministrativi, descrittivi, e strutturali. Secondo quanto stabilito dal DPCM 13/11/2013, vi devono essere dei dati che non possono mancare, ossia: 
1. Identificativo univoco e persistente
2. Data (data di creazione, data di archiviazione, data di versamento)
3. Oggetto
4. Amministrazione titolare del procedimento
5. Amministrazioni che partecipano all’iter del procedimento
6. Soggetto produttore
7. Destinatario
Il DPCM del 3 dicembre 2013 sulla conservazione ha previsto anche la creazione del manuale di gestione (art. 5), ossia quello strumento che descrive il sistema di gestione, anche ai fini della conservazione, dei documenti informatici e fornisce le istruzioni per il corretto funzionamento del servizio per la tenuta del protocollo informatico, della gestione dei flussi documentali e degli archivi. In sostanza il manuale di gestione è uno strumento operativo i cui contenuti devono essere stabili e ordinati e deve essere visionabile da parte della Pubblica Amministrazione in quanto aiuta il fruitore a comprendere il funzionamento delle medesime.

#### La struttura tipo
Ogni manuale di gestione della Pubblica Amministrazione dev'essere composto dai seguenti criteri espositivi:
1. Principi generali: esposizione di che cosa l’ente fa con i documenti prodotti o ricevuti.
2. Piano di sicurezza: deve garantire che i documenti, i fascicoli e le informazioni trattate dall’AOO siano disponibili, integre e riservate. Il piano di sicurezza deve inoltre garantire che i dati personali comuni, riservati e sensibili siano custoditi in modo da ridurre al minimo, mediante l’adozione di idonee e preventive misure di sicurezza, il rischio di distruzione o perdita.
3. Modalità di utilizzo degli strumenti informatici per lo scambio di documenti
4. Descrizione del flusso di lavorazione dei documenti
5. Assegnazione dei documenti
6. Responsabile del protocollo
7. Documenti esclusi dalla registrazione di protocollo
8. Sistema di classificazione, fascicolazione e piano di conservazione
9. Registrazioni di protocollo e loro conservazione
10. Registro di emergenza
11. Approvazione del manuale e sua pubblicazione

### Il protocollo informatico
Il protocollo informatico, che sostituì nel 1998 quello cartaceo come regolato dal D.R. 35/1900, deve garantire l’inserimento dei dati che sono presenti anche sul protocollo tradizionale, ovvero: 
1. L'identificazione dell'amministrazione che ha formato o a cui viene spedito il documento.
2. Deve garantire la creazione di un numero univoco che sia associato al documento stabilmente (numero di protocollo progressivo o analitico). Il sistema di protocollo informatico, pertanto, non può cambiarlo.
3. La presenza del mittente e del destinatario.
4. La presenza della data e dell'ora in cui è stato prodotto/ricevuto quell'atto, la quale verrà registrata .
5. Il protocollo informatico, così come il protocollo tradizionale, deve permettere l'inserimento del documento in un indice di classificazione (e quindi la sua posizione all'interno del piano di classificazione) cui seguirà infine la fascicolazione.
6. La presenza del campo oggetto, ovvero del regesto del documento prodotto o arrivato. Il campo oggetto, secondo quanto è stabilito nel DPR 445/2000, è immodificabile[20], anche se nel corso degli anni sono stati sviluppati dei software capaci di intervenire sull'oggetto modificandolo.
7. Infine, l'impronta del documento informatico, anche questa immodificabile.

Da questi punti, si comprende come il protocollo informatico (e quello generale) è fondamentale per la gestione del flusso documentario prodotto o ricevuto e, secondo la legge, è un atto pubblico che fa fede. Nel caso in cui, per qualsiasi motivo, il registro del protocollo informatico non dovesse più funzionare, è necessario avere un “protocollo d’emergenza”, ovvero il protocollo cartaceo. Dall'11 ottobre 2015, il registro di protocollo giornaliero delle Pubbliche Amministrazioni dev'essere conservato.

### La conservazione digitale

#### Premesse
La conservazione digitale a lungo termine, ossia «l'attività volta a proteggere e custodire nel tempo gli archivi di documenti e dati informatici», è una sfida che impone una cura costante da parte del curator, chiamato innanzitutto a scegliere i formati e i supporti di memorizzazione adatti e continuare nel tempo a condurre operazioni di riversamento diretto e sostitutivo.
Assicurare la longevità dei documenti con formati a lungo termine è un obiettivo fondamentale, perché ci sono stati casi di perdita definitiva di dati, quali la riproposizione del Domesday Book di Guglielmo il Conquistatore della BBC; il CACTA (Combat Air Activities Files); e la Clinton’s administration web page 2001. In questi casi si è cercato di recuperare i dati attraverso l'emulazione con macchine che possono visualizzare formati e recuperare così dati ormai obsoleti, affrontando in tal caso delle spese enormi.

#### La normativa

##### Il DPCM 3 dicembre 2013
Il DPCM 3 dicembre 2013, diviso in 14 articoli, si occupa della questione della conservazione dei dati della Pubblica Amministrazione insieme all'articolo 44 del CAD. Secondo la normativa, bisogna conservare:
- I documenti informatici e i documenti amministrativi informatici con i metadati ad essi associati di cui all’allegato 5 al presente decreto
- I fascicoli informatici ovvero le aggregazioni documentali informatiche con i metadati ad essi associati di cui all’allegato 5 al presente decreto, contenenti i riferimenti che univocamente identificano i singoli oggetti documentali che appartengono al fascicolo o all’aggregazione documentale (art. 3)
- Il DPCM prevede anche la creazione di un manuale di conservazione.

#### Il manuale di conservazione
Il manuale di conservazione, previsto dal precedente DPCM, ha il compito di esporre dettagliatamente tutte le procedure relative alla conservazione del documento digitale. Prodotto da un soggetto conservatore, il manuale di gestione dev'essere approvato dall'AgID prima di essere accreditato come tale. Perché un manuale di conservazione sia considerato tale, il conservatore che lo produce deve avere le seguenti caratteristiche:
1. Dimostrare l’affidabilità organizzativa, tecnica e finanziaria necessaria per svolgere l’attività di conservazione
2. Utilizzare personale dotato delle conoscenze specifiche, dell’esperienza e delle competenze necessarie per i servizi forniti: in particolare della competenza a livello gestionale, della conoscenza specifica nel settore della gestione documentale e conservazione documenti informatici e che abbia dimestichezza con le procedure di sicurezza appropriate e che si attenga alle norme del CAD e al DPCM 3 dicembre 2013 recante le regole tecniche in materia di sistema di conservazione;
3. Applicare procedure e metodi amministrativi e di gestione adeguati e conformi a tecniche consolidate
4. Utilizzare sistemi affidabili e sicuri di conservazione di documenti informatici realizzati e gestiti in conformità alle disposizioni e ai criteri, standard e specifiche tecniche di sicurezza e di interoperabilità contenute nelle regole tecniche previste dal CAD
5. Adottare adeguate misure di protezione dei documenti idonee a garantire la riservatezza, l’autenticità, l’immodificabilità, l’integrità e la fruibilità dei documenti informatici oggetto di conservazione, come descritte nel manuale di conservazione, parte integrante del contratto/convenzione di servizio.

Il soggetto conservatore deve, in base al manuale di conservazione da lui prodotto, conservare dei pacchetti informativi di metadati di un determinato documento:
1. Pacchetto di versamento: pacchetto informativo inviato dal produttore al sistema di conservazione secondo un formato predefinito e concordato descritto nel manuale di conservazione.
2. Pacchetto di archiviazione: pacchetto informativo composto dalla trasformazione di uno o più pacchetti di versamento secondo le specifiche stabilite nel DPCM 3 dicembre 2013 e secondo le modalità riportato nel manuale di conservazione.
3. Pacchetto di distribuzione: pacchetto informativo inviato dal sistema di conservazione all’utente in risposta ad una sua richiesta.

Sulla base di questi tre pacchetti, si possono individuare infine tre tipologie di utenti coinvolti: 1) il soggetto conservatore; 2) il soggetto produttore; 3) il soggetto fruitore, ossia l'utente.

#### Strategie di conservazione
Vi possono essere delle strategie per evitare la perdita dei metadati:
- Print to paper, ossia la stampa dei documenti digitali.
- Computer Museum Strategy, ossia la conservazione di più supporti hardware per la conservazione di determinati software e la lettura così dei file.
- Emulazione, ossia l'uso di macchine che possono visualizzare dati obsoleti tramite l'uso di determinati software.

Attualmente, però, si prevede come strategia migliore per la conservazione dei documenti digitali il sistema del riversamento, ossia «quel processo informatico che partendo dai pacchetti di distribuzione prodotti da un sistema di conservazione, consente di immetterli in un nuovo sistema di conservazione tramite l’ausilio di pacchetti di versamento». 
- Riversamento diretto (refreshing) che consiste nel «[versare] nel sistema di conservazione oggetti già conservati in altri sistemi senza modificare la loro sequenza di valori binari»[24].
- Riversamento sostitutivo (migration) che consiste nel «[versare] nel sistema di conservazione oggetti già conservati in altri sistemi modificando la loro sequenza di valori binari»[24].

## I siti web di carattere archivistico

### Il sito web
Un sito web è un insieme strutturato di pagine web, legate da una progettualità dichiarata o evidente e ha come obiettivo la centralità dell’utente. Un sito web è anche un servizio; uno strumento di comunicazione; ed infine una risorsa che pone sfide conservative. La conservazione di siti web (web archiving) si è sentito in modo importante nel 2001 quando l’atto terroristico dell’11 settembre ha spinto alla creazione di vari siti web in formato minore che sono andati persi in seguito ad attacchi hacker. Di fronte a tale perdita, la comunità virtuale si è chiesta come conservarli e si è deciso di creare siti web di qualità, caratterizzati da:

1. Accessibilità dei contenuti: la pubblica amministrazione deve curarsi dei cittadini e non ci sono dubbi nel muoversi tra le pagine. Il principio di accessibilità e di usabilità si basa su di un'efficiente struttura architetturale.
2. Usabilità: ossia il sito web dev'essere il più possibile adatto alla navigazione
3. Chiarezza: ossia, dev'essere comprensibile a chi naviga
4. Coerenza
5. Funzionalità
6. Sicurezza
7. Flessibilità
8. Interoperabilità
9. Gestione, che avviene tramite il costante monitoraggio del sito.
10. Diritto d'autore

### Siti web delle Pubbliche Amministrazioni

#### Introduzione
Tali siti sono regolate dal D. Lgs. 82/2003, art. 53 in cui si prevede che debbano avere delle determinate caratteristiche rispecchiabili in quelle prima definite e che debbano essere gestiti non necessariamente da chi lavora in queste realtà, ma anche da esterni che svolgono tale mestiere per lavoro. Secondo tale articolo 53, le Pubbliche Amministrazioni:
1. 1. Le pubbliche amministrazioni realizzano siti istituzionali su reti telematiche rispettando i principi di accessibilità, nonché di elevata usabilità e reperibilità, anche da parte delle persone disabili. Devono essere caratterizzati da completezza di informazione, chiarezza di linguaggio, affidabilità, semplicità di consultazione, qualità, omogeneità ed interoperabilità. Sono in particolare resi facilmente reperibili e consultabili i dati di cui all’articolo 54.
2. 1-bis. Le pubbliche amministrazioni pubblicano, ai sensi dell’articolo 9 del decreto legislativo 14 marzo 2013, n. 33, anche il catalogo dei dati e dei metadati, nonché delle relative banche dati in loro possesso e i regolamenti che disciplinano l’esercizio della facoltà di accesso telematico e il riutilizzo di tali dati e metadati, fatti salvi i dati presenti in Anagrafe tributaria.
3. 1-ter: Con le regole tecniche di cui all’articolo 71 sono definite le modalità per la realizzazione e la modifica dei siti delle amministrazioni.

I siti web delle pubbliche amministrazioni possono essere di carattere a) istituzionale, ossia presentano “una istituzione pubblica (Ministero, Ente pubblico non economico, Regione, Ente locale, ecc.), descrivendone l’organizzazione, i compiti, i servi relativi ad atti e procedimenti amministrativi di competenza”; o b) tematici: realizzati con una specifica finalità (Erogazione di servizi, presentazione di un progetto)

### Siti web archivistici

#### Internazionali

##### ICA o CIA
Nata nell'immediato secondo dopoguerra (per l'esattezza nel 1947), l'ICA (o CIA) è il consiglio internazionale degli archivi. L’ICA è utile perché possiamo diventare famigliari con l’inglese tecnico archivistico.

##### NARA

Logo del NARA

Il NARA è il sito degli archivi degli USA. Non è eccellente per l'attività di ricerca in quanto abbastanza confusionario, ma è un ottimo esempio di autopromozione dell’amministrazione statale presso il cittadino. Importante anche per il blog e per la pubblicazione degli strumenti. Importante da ricordare è che al termine di un mandato presidenziale, il presidente deve versare su NARA tutto ciò che è stato prodotto dalla sua amministrazione: la legge USA infatti impone che i national archives ricevano tutto il materiale presidenziale.

##### SAA
La SAA (acronimo per Society American Archivists) è la corrispondente statunitense per l'ANAI. Del sito della SAA è significativo il Glossary of Archival, utile per la comprensione della terminologia inglese in ambito archivistico. 

#### Nazionali

##### DGA
Il sito della DGA (Direzione Generale Archivi) ha ottimi contenuti a livello divulgativo, ma anche dal punto di vista della modulistica e fornisce un'ottima guida per i nuovi funzionari. Sta caricando le digitalizzazioni delle collane e delle pubblicazioni che la DGA ha prodotto, tra cui la Guida Generale degli Archivi di Stato italiani, che è stata digitalizzata a partire dal 2000 ed è nota, in ambito telematico, come Sistema della Guida Generale degli Archivi di Stato italiani.
All'interno delle attività di promozione del mondo archivistico in Italia vi è il SAN, acronimo per Sistema archivistico nazionale, utile per la conoscenza del mondo degli archivi e collegamento con i due siti dedicati rispettivamente al mondo degli Archivi di Stato (il SIAS) e a quello delle Soprintendenze archivistiche e bibliografiche (il SIUSA):
1. SIAS: è il contenitore virtuale in cui, a base di standard condivisi, sono stati riversati mezzi di corredo degli Archivi di Stato (quindi praticamente ci sono i fondi o le collezioni di tutti gli Archivi di Stato), mezzi di corredo che si trovano poi esplicitati meglio nei siti di ciascun Archivio di Stato.
2. SIUSA: descrive tutti i patrimoni archivistici che sono stati prodotti da privati, da fondazioni E da enti religiosi che sono tutelati dalle Soprintendenze.

##### AGID
L'AGID (Agenzia Generale Informatica Digitale o più semplicemente Agenzia per l'Italia digitale) è un'agenzia tecnica che fa capo alla Presidenza del Consiglio. L'AGID è importantissimo per lo studio dell’Archivistica Informatica. 

### Esplicative
1. ↑  Proprio perché legato alla normativa, facendo riferimento a quanto descritto nel paragrafo "Premesse", il CAD è stato più volte aggiornato nel corso degli anni tramite vari DPCM nel 2013 e tramite il D. lgs. 217/2007).
2. ↑  Si deve ricordare che, in base ad un mutamento radicale del soggetto produttore, anche il manuale di gestione deve subire delle modifiche corrispondenti al cambiamento dei principi e delle finalità del soggetto medesimo.
3. ↑  File attualmente conservati dai national archives. Registravano lo slancio delle bombe degli USA contro l’Iraq. Il progetto è avvenuto attraverso un software proprietario. Il problema è stato che la migrazione da un supporto ad un altro non è avvenuta del tutto, non si sono registrate quindi tutte le posizioni esatte delle mine lasciate dall’esercito USA con la morte di numerose persone.

### Bibliografiche
1. ↑  CAD, Art. 1, comma 1, lettera p.
2. 1 2  Mombelli Castracane, p. 297.
3. ↑  Mombelli Castracane, p. 298.
4. ↑  Legge 241/1990.
5. ↑  Carucci-Guercio, p. 255: «E government: processo di informatizzazione e di razionalizzazione dei servizi pubblici finalizzato ad assicurare il miglioramento dell'azione della pubblica amministrazione».
6. ↑  Carucci-Guercio, p. 253.
7. ↑  Bertini, p. 109; Valacchi, p. 31; p. 41
8. ↑  Bertini, p. 109.
9. 1 2  CAD, articoli.
10. ↑  Belisario-Cogo-Scano, p. 34; Sito
11. ↑  Carucci-Guercio, p. 262, definizione ripresa dal DPR 445/2000, art. 1, comma 1, lettera p
12. ↑  CAD, art. 23 bis, comma 1:
«I duplicati informatici hanno il medesimo valore giuridico, ad ogni effetto di legge, del documento informatico da cui sono tratti, se prodotti in conformità alle regole tecniche di cui all’articolo 71.»
13. ↑  Guercio-Pigliapoco-Valacchi, p. 18.
14. ↑  DPCM 13/11/2014, Glossario. Per quanto riguarda la definizione di file, si può definire un documento ordinato secondo una sequenza di bit.
15. ↑  DPCM 13/11/2014, Formati, capitolo 3.
16. ↑  DPCM 13/11/2014, art. 3.
17. 1 2  I metadati.
18. ↑  Manuale di Conservazione.
19. ↑  Carucci-Guercio, p. 263 e D. lgs. 428/1998 art. 4 in Ghezzi, p. 586.
20. ↑  DPR 445/2000, art. 53, comma 1 lettera d, in Ghezzi, p. 650 §2.
21. ↑  D. lgsl. 428/1998, art. 14 in Ghezzi, pp. 589-590.
22. ↑  Flussi documentali e protocollo informatico.
23. ↑  Conservazione.
24. 1 2 3  I riversamenti diretti e sostitutivi.